# Animal Planet (Canadá)
Animal Planet es un canal de televisión canadiense especializado en inglés. Animal Planet transmite una variedad de programación con animales.
El canal es propiedad de Animal Planet Canada Company, que es un consorcio formado por CTV Specialty Television Inc. que posee el 80% de la compañía (CTV Specialty Television Inc. es una división de Bell Media que posee el 80% y ESPN posee el 20%) y Canadian AP Ventures Company, que posee el 20% (Canadian AP Ventures Company es propiedad de BBC Studios al 50% y Discovery, Inc. al 50%). A través de esta estructura de propiedad, esto efectivamente le da a Bell Media el 64% de propiedad y control, con ESPN 16%, BBC Studios 10% y Discovery Inc. 10% de propiedad.

## Historia
En noviembre de 2000, CTV Inc. recibió la aprobación de la Comisión canadiense de radiodifusión y telecomunicaciones (CRTC) para lanzar Animal Planet, un servicio descrito como "ampliamente basado en entretenimiento familiar que combinará programación canadiense de alta calidad y series atractivas y documentales de Animal Planet en los Estados Unidos".
El canal se lanzó bajo su estructura de propiedad actual (con la excepción de Bell Media, donde Bell Globemedia, luego rebautizada como CTVglobemedia, poseía sus acciones en ese momento) el 7 de septiembre de 2001.
El 30 de junio de 2008, Animal Planet dio a conocer una nueva apariencia al aire, que incluía un nuevo logotipo y gráficos, para alinearse con el servicio estadounidense que había actualizado su apariencia a principios de ese año.
El 10 de septiembre de 2010, BCE (un accionista minoritario de CTVglobemedia) anunció que planeaba adquirir una participación del 100% en CTVglobemedia por un costo total de transacción de deuda y capital de $ 3,2 mil millones CAD. El acuerdo que requería la aprobación de CRTC, fue aprobado el 7 de marzo de 2011 y cerrado el 1 de abril de ese año, en el que CTVglobemedia fue rebautizado como Bell Media.

## Animal Planet HD
El 17 de junio de 2011, Bell Media anunció que lanzaría Animal Planet HD, una transmisión simultánea de alta definición (HD) de la señal de definición estándar, para fines de 2011. El canal se lanzó el 15 de diciembre de 2011, inicialmente el Bell Fibe TV y Shaw Cable y se lanzaron en una fecha posterior en Telus TV. Shaw Direct lo agregó y otros 5 canales HD (BNN Bloomberg, Cooking Channel, Crime & Investigation, OWN y Travel + Escape) el 21 de septiembre de 2017.

## Logos
| 2008-2011 |               |
| 2008–2011 | 2012–presente |

- Datos: Q4764866

1. ↑  Government of Canada, Canadian Radio-television and Telecommunications Commission (CRTC) (20001214). «ARCHIVED - Decision CRTC 2000-552, Animal Planet». crtc.gc.ca. Consultado el 2 de octubre de 2021.
2. ↑  «Bell Media Site - Animal Planet». web.archive.org. 26 de abril de 2012. Archivado desde el original el 26 de abril de 2012. Consultado el 2 de octubre de 2021.
3. ↑  «Bell Media Site - Animal Planet». web.archive.org. 25 de abril de 2012. Archivado desde el original el 25 de abril de 2012. Consultado el 2 de octubre de 2021.
4. ↑  «CRTC approves BCE's purchase of CTVglobemedia - CTV News». web.archive.org. 10 de marzo de 2011. Archivado desde el original el 10 de marzo de 2011. Consultado el 2 de octubre de 2021.